# غلامحسین شکوهی
غلامحسین شکوهی (۴ تیر ۱۳۰۵ – ۱۶ اردیبهشت ۱۳۹۵) که با عنوان «پدر علم تعلیم و تربیت ایران» نیز شناخته می‌شود از مدرسان قدیمی تعلیم و تربیت و نیز اولین وزیر آموزش و پرورش نظام جمهوری اسلامی ایران بود. وی دارای مدرک دکترای علوم تربیتی بوده و به موجب سابقه ۶۰ ساله در تعلیم و تربیت و امور پژوهشی، لقب چهره ماندگار تعلیم و تربیت ایران را به خود اختصاص داد.

## تحصیلات و سوابق آموزشی
شکوهی در ۴ تیر ۱۳۰۵ در شهر خوسف از توابع شهرستان بیرجند متولد شد. وی تحصیلات اولیه خود را در مدرسه شوکتیه گذراند و پس از گذراندن دوره دانشسرای مقدماتی، در بیرجند به حرفه معلمی پرداخت. وی پس از اخذ دیپلم، برای ادامه تحصیل وارد دانشسرای عالی تهران شده و در سال ۱۳۳۵، لیسانس خود را در رشته آموزش و پرورش ابتدایی اخذ نمود. وی سپس به عنوان شاگرد اول دانشسرای عالی با بورس دولتی به سوییس اعزام شده و در سال ۱۳۴۱ دکتری خود را در رشته تعلیم و تربیت اخذ نمود. وی پس از بازگشت به ایران، در وزارت آموزش و پرورش مشغول به خدمت شده و همزمان در دانشسرای عالی تهران به تدریس پرداخت.

## دوران وزارت و پس از آن
شکوهی در دولت موقت به عنوان اولین وزیر آموزش و پرورش در سال ۱۳۵۷ بعد از انقلاب ایران (۱۳۵۷) منصوب شد. وی در سال ۱۳۷۲ به علت ناراحتی ریوی و آلودگی هوای تهران، به زادگاه خویش بازگشت و با درجه استادی در دانشگاه بیرجند به فعالیت آموزشی و پژوهشی خویش ادامه داده و پس از ۵۷سال تدریس، در سال ۱۳۷۹ با رتبه ۲۶ استادی بازنشسته شد ولی تدریس را رها نکرد و در دانشگاه‌های دانشگاه بیرجند و تربیت مدرس تهران به تدریس ادامه داد. با این حال در سال ۱۳۸۰ پس از درگذشت همسر، دچار افسردگی شدید شد و دست از تدریس و فعالیت‌های پژوهشی کشید.

## آثار
از جمله آثار وی در بخش تألیف، «روش آموختن حساب و هندسه»، «مبانی اصول آموزش و پرورش» با ۴۵ بار تجدیدچاپ، «تعلیم و تربیت و مراحل آن» با ۲۰ بار تجدید چاپ و در بخش ترجمه «تعلیم و تربیت» تألیف امانوئل کانتو و «مربیان بزرگ» تألیف ژان شانو می‌باشد. دکتر شکوهی بیش از ۶۰مقاله در نشریات علمی داخلی و دو مقاله در مجلات معتبر خارجی منتشر کرده‌است.

## بزرگداشت
صدا و سیما جمهوری اسلامی در سال ۱۳۸۵ از وی به عنوان چهره ماندگار رشته تعلیم و تربیت تقدیر به عمل آورد و در سال ۱۳۸۶ از مقام علمی وی در دانشگاه بیرجند، تجلیل شد. دانشکده روان‌شناسی و علوم تربیتی دانشگاه تهران نیز در سال ۱۳۸۵ بزرگداشتی برای ایشان برگزار کرد.

## درگذشت
استاد شکوهی، در روز پنج شنبه ۱۶ اردیبهشت ۹۵ در سن ۹۰ سالگی درگذشت. علی اصغر فانی وزیر آموزش و پرورش به مناسبت درگذشت وی پیامی صادر کرد.